# 고현항 재개발

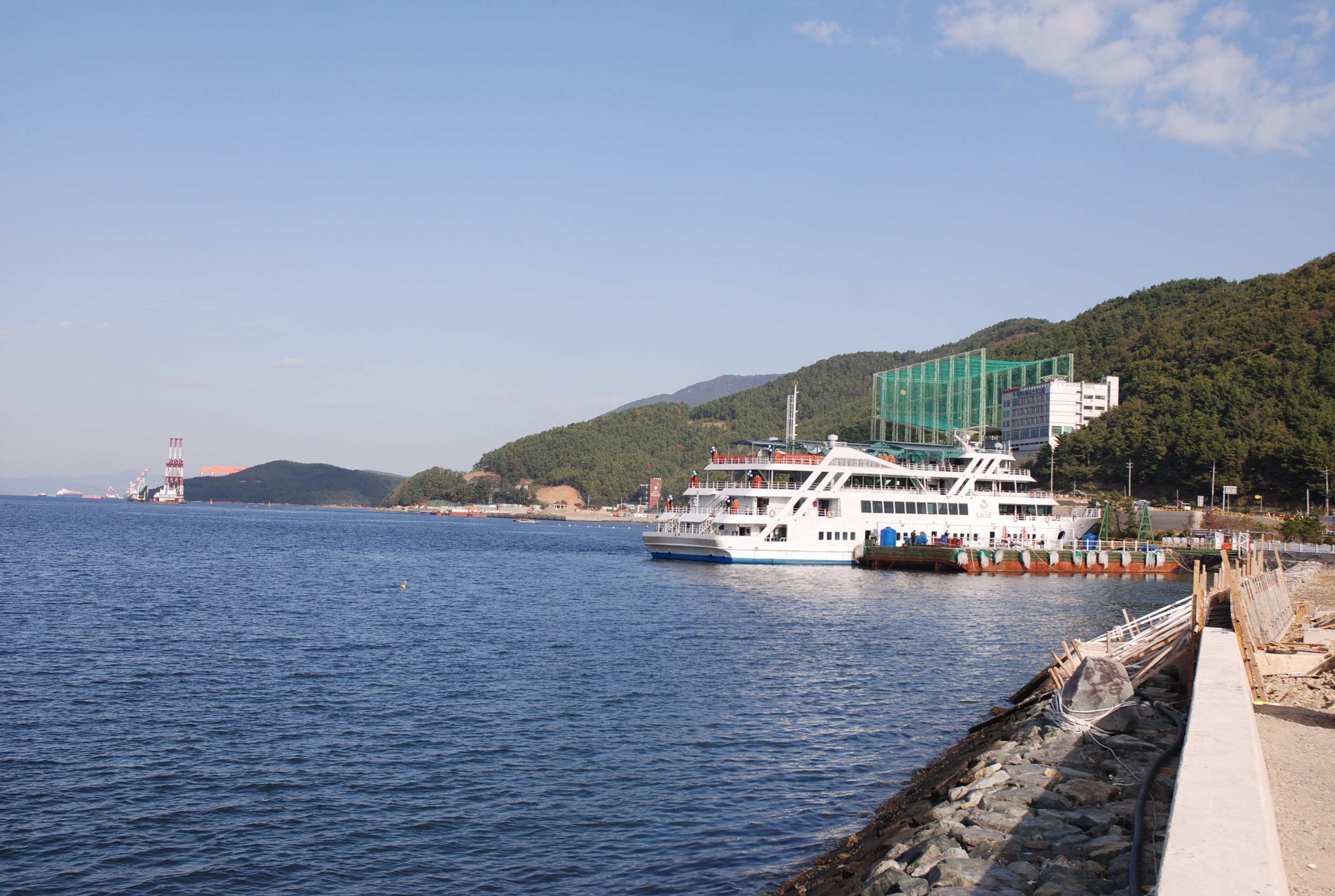
고현항 미남 크루즈

고현항 재개발은 경상남도 거제시 원도심에 활력을 불어넣고 관광객을 유치하기 위해 벌이고 있는 고현항의 항구 재개발 사업이다. 그리고 항만 재개발이라고 하며 해양관광신도시가 되는 것이 목표다.
고현항 재개발이 되면 그것은 거제빅아일랜드가 된다.

## 역사
고현항 항만재개발 사업이 2012년 4월부터 추진하기 시작하며 국토해양부는 제1차 항만재개발 기본계획 수정계획 고시다. 2013년 4월 거제빅아일랜드피에프브이(주)가 설립되고 2014년 3월 해양수산부와 사업 실시협약이 체결되었다. 2015년 6월 해양수산부 사업계획 변경 고시 및 실시계획 승인 고시했고 고현항 항만재개발사업 1단계 부지조성공사가 시작되었던 9월 4일 거제빅아일랜드의 공사가 시작되었다. 2016년 2월 근린상업용지 1차 분양이 시작되었고 2017년 10월 근린상업용지 및 종교, 주차장, 문화, 관광용지 등 2차 분양이 완료되고 2018년 5월 3일 32개월 동안 공사를 마치며 1단계 사업이 완료되었다.
2020년 2단계 부지 조성이 완료될 예정이고 2022년까지 주거, 상업, 호텔, 공원, 접안시설 등 조성을 하면 3단계 조성이 완료될 예정이다.

## 구성
거제빅아일랜드에는 지상 45층짜리 아파트, 오피스 빌딩이 들어설 예정이다.

## 갤러리

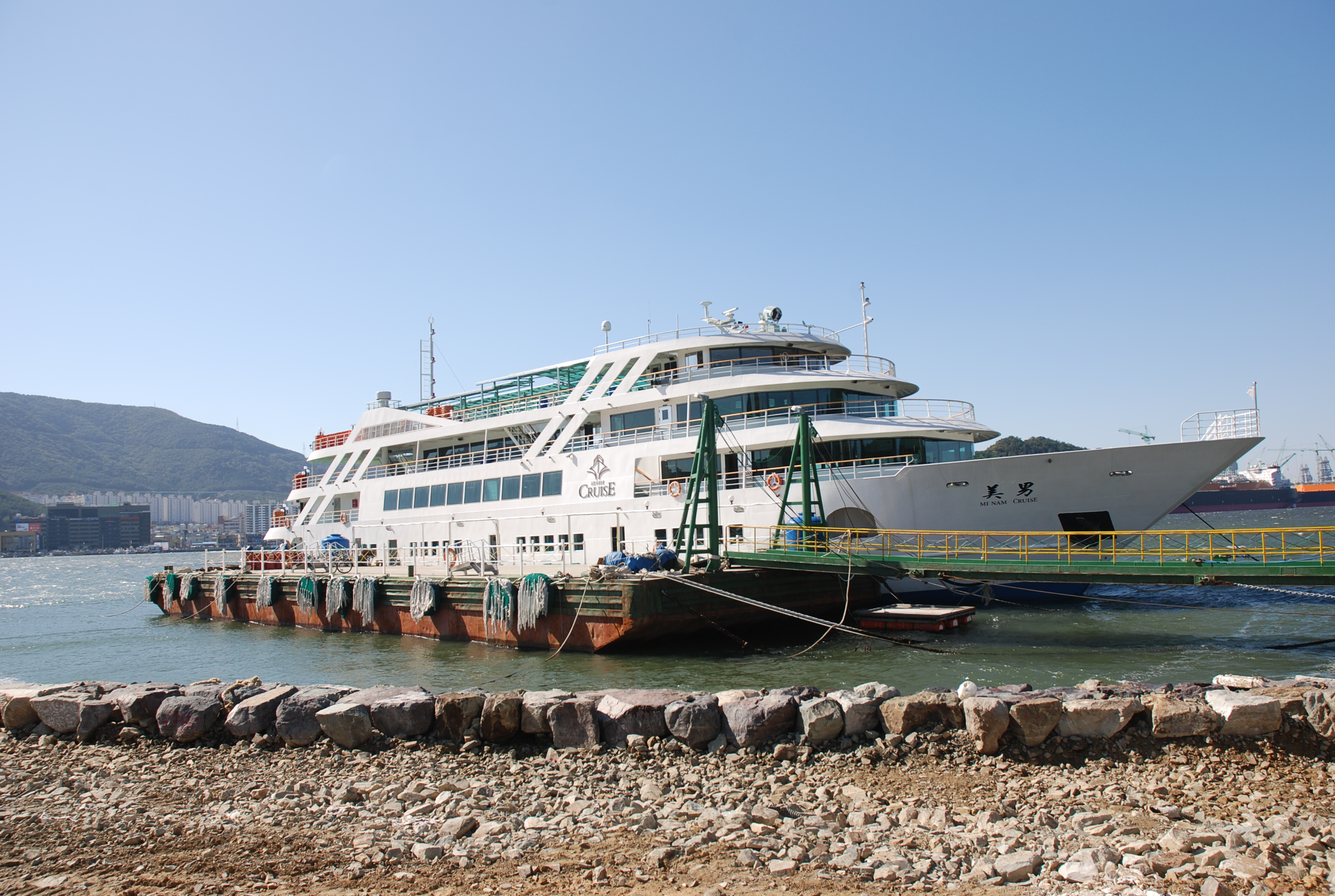
2010년 10월 26일

## 같이 보기
- 고현항